# Koryū

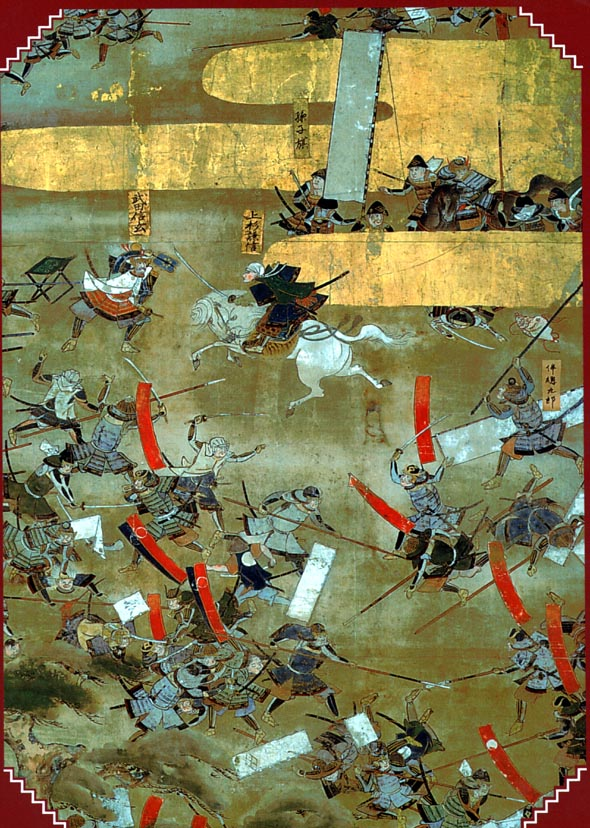
Les guerres durant els anys feudals al Japó van comportar la creació de moltes escoles d'arts marcials.

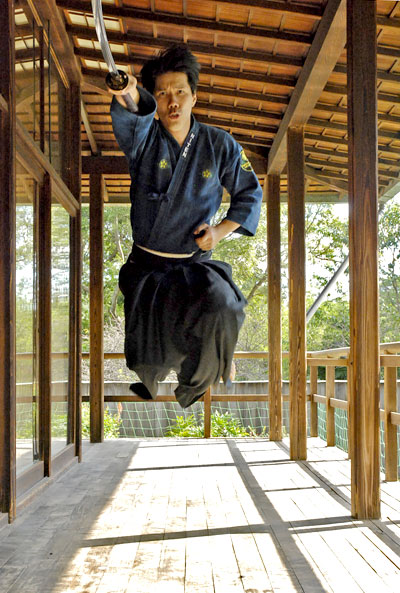
Aprenent de jujutsu.

Koryu (en japonès 古流, Koryū, 'vell estil', 'antiga escola') és el nom que reben al Japó les disciplines d'arts marcials sorgides del bujutsu (o 'art de la guerra'), que existien abans de la restauració Meiji.
Amb la restauració Meiji (1866), en què es va abolir la casta dels samurais i es va prohibir portar els dos sabres, algunes de les velles escoles d'art militar van desaparèixer, però moltes es van continuar practicant per tal de mantenir la tradició i pels seus valors educatius. D'altres, però, es van modificar amb més profunditat, substituint l'esperit més purament militar per l'esportiu o filosòfic, i van donar lloc al que ara s'anomena gendai budo (les "arts marcials modernes"), que són considerades com a creacions posteriors a l'era Meiji.
Les disciplines de koryu es poden classificar en diversos tipus, però la més habitual és per antiguitat o per les armes o formes de combat que estudien.

## Jujutsu
- Araki-ryu (1573)
- Daito Ryu
- Hontai Yoshin-ryu (1660)

## Kenjutsu
- Araki-ryu (1573)
- Hyoho Niten Ichi-ryu
- Kashima Shin-ryu
- Kashima Shinto-ryu
- Katori Shinto-ryu
- Muso Shinden-ryu
- Shinto Muso-ryu

## BojutsuiJojutsu
- Araki-ryu (1573)
- Hontai Yoshin-ryu (1660)
- Hoki-ryu
- Hozoin-ryu
- Mugai-ryu
- Muso Jikiden Eishin-ryu
- Owari Kan-ryu
- Suihasu-ryu
- Tendo-ryu
- Tennen Rishin-ryu
- Yagyu Shingan-ryu
- Yagyu Shinkage-ryu